# Energía solar en África

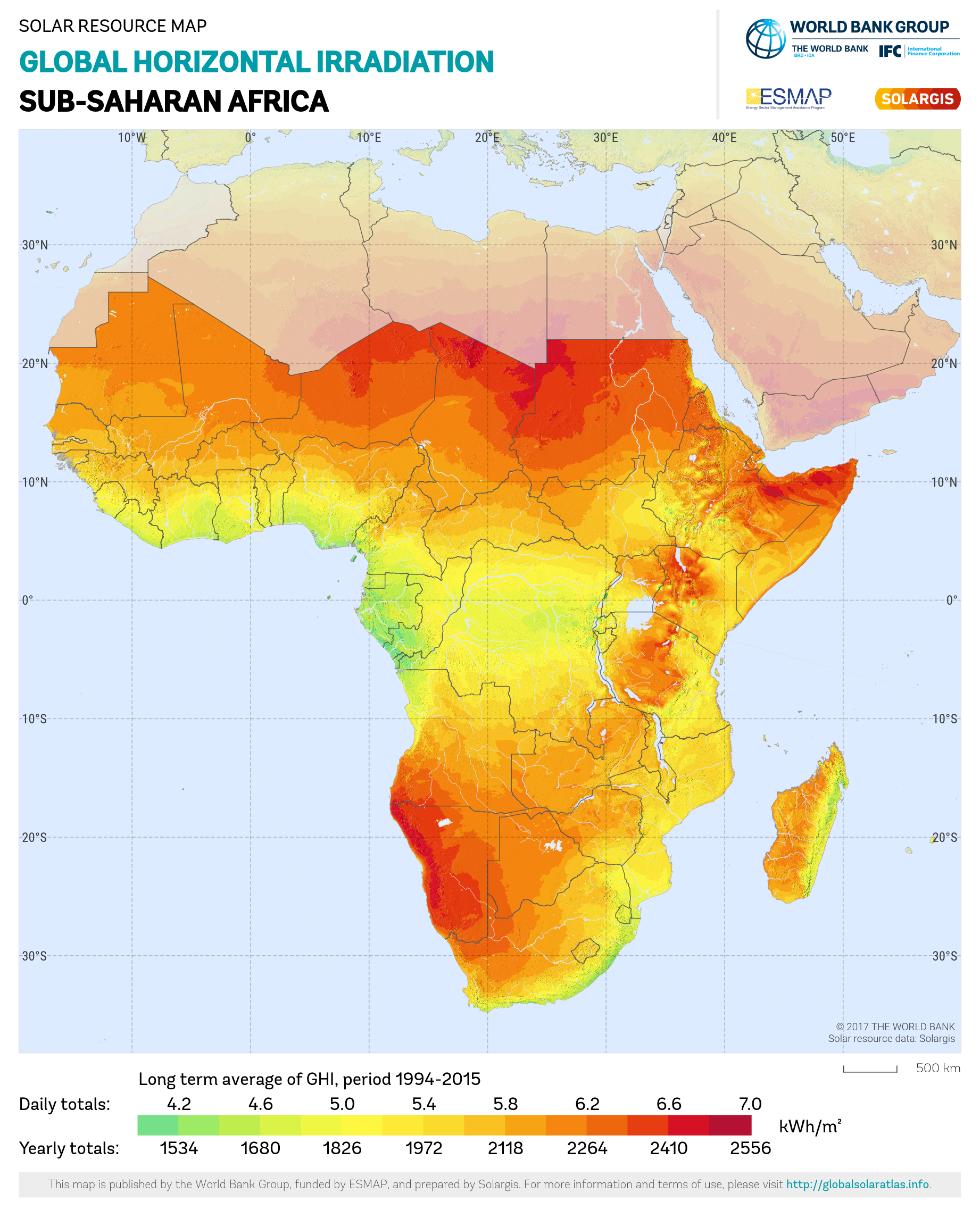
Irradiación horizontal global en el África subsahariana.

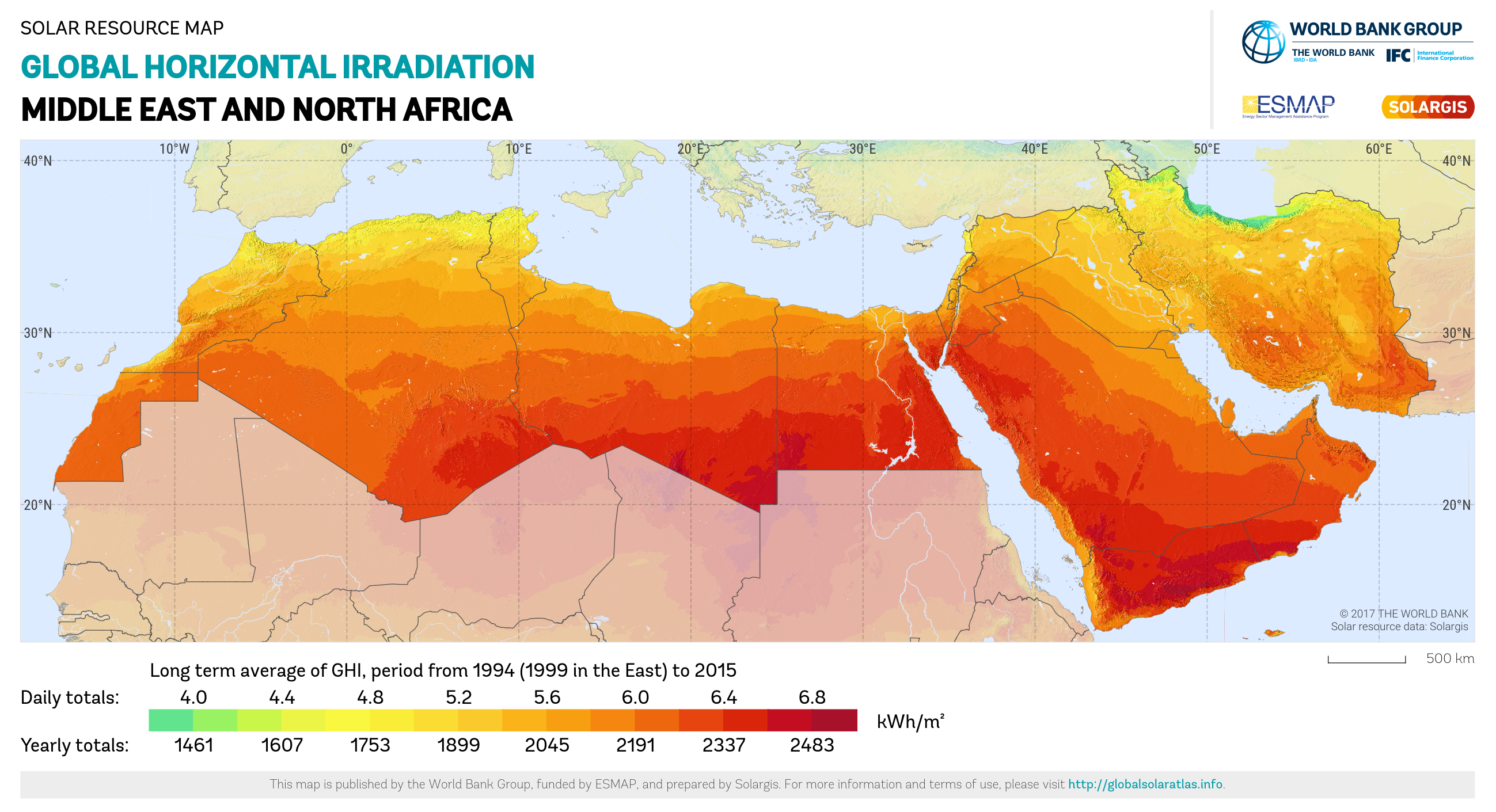
Irradiación horizontal global en el norte de África y Oriente Medio.

África es a menudo considerada y referida como el "continente Sol" o el continente donde la influencia del Sol es la más grande. Según el "World Sunshine Map", África recibe muchas más horas de sol brillante durante el transcurso del año que cualquier otro continente de la Tierra: muchos de los lugares más soleados del planeta se encuentran allí.
A pesar del gran potencial solar, la penetración de la energía solar en el sector energético de África sigue siendo muy baja.

## Potencial solar
Todo el continente tiene una larga duración de luz solar, y excluye las grandes áreas de bosques tropicales (los bosques guineanos de África occidental y gran parte de la cuenca del Congo ), ya que las regiones de desierto y sabana de África se erigen como el área libre de nubes más grande de la Tierra. África está dominada por cielos despejados incluso más allá de los desiertos (ex: Sahara, Namib, Kalahari ), sin embargo, las regiones ubicadas a lo largo del ecuador son considerablemente más nubladas que las zonas tropicales y subtropicales. 
El Sahara oriental / África nororiental es particularmente conocido por sus registros mundiales de sol. El área experimenta algunos de los mayores promedios de la duración de la luz solar, ya que el sol brilla durante aproximadamente 4.300 horas al año, que equivale al 97% del total posible. Esta región también tiene los valores medios anuales más altos de radiación solar (el máximo registrado es de más de 220 kcal / cm 2  ). 
La baja latitud de la masa de tierra es otro activo: gran parte del continente se encuentra en la zona intertropical, donde la intensidad y la fuerza de la luz solar siempre son altas. El área contiene gran cantidad de vastas extensiones áridas y semiáridas bañadas por el sol en el norte, en el sur y, en menor medida, en el este. Alrededor de dos quintas partes del continente son desiertos, y por lo tanto continuamente soleado. 
La combinación de todos estos factores geográficos y climáticos es la causa del gran potencial solar de África. Esto le da a la energía solar el potencial de llevar energía a prácticamente cualquier ubicación en África sin la necesidad de costosos desarrollos de infraestructura a nivel de red a gran escala.  
La distribución de los recursos solares en África es bastante uniforme, ya que más del 85% del paisaje del continente recibe una irradiación solar horizontal global de o más de 2,000 kWh / (m 2 año). Además, las reservas teóricas de energía solar de África se estiman en 60,000,000 TWh / año, lo que representa casi el 40% del total mundial, lo que definitivamente hace de África el continente más rico en sol del mundo.

## Energía solar fotovoltaica

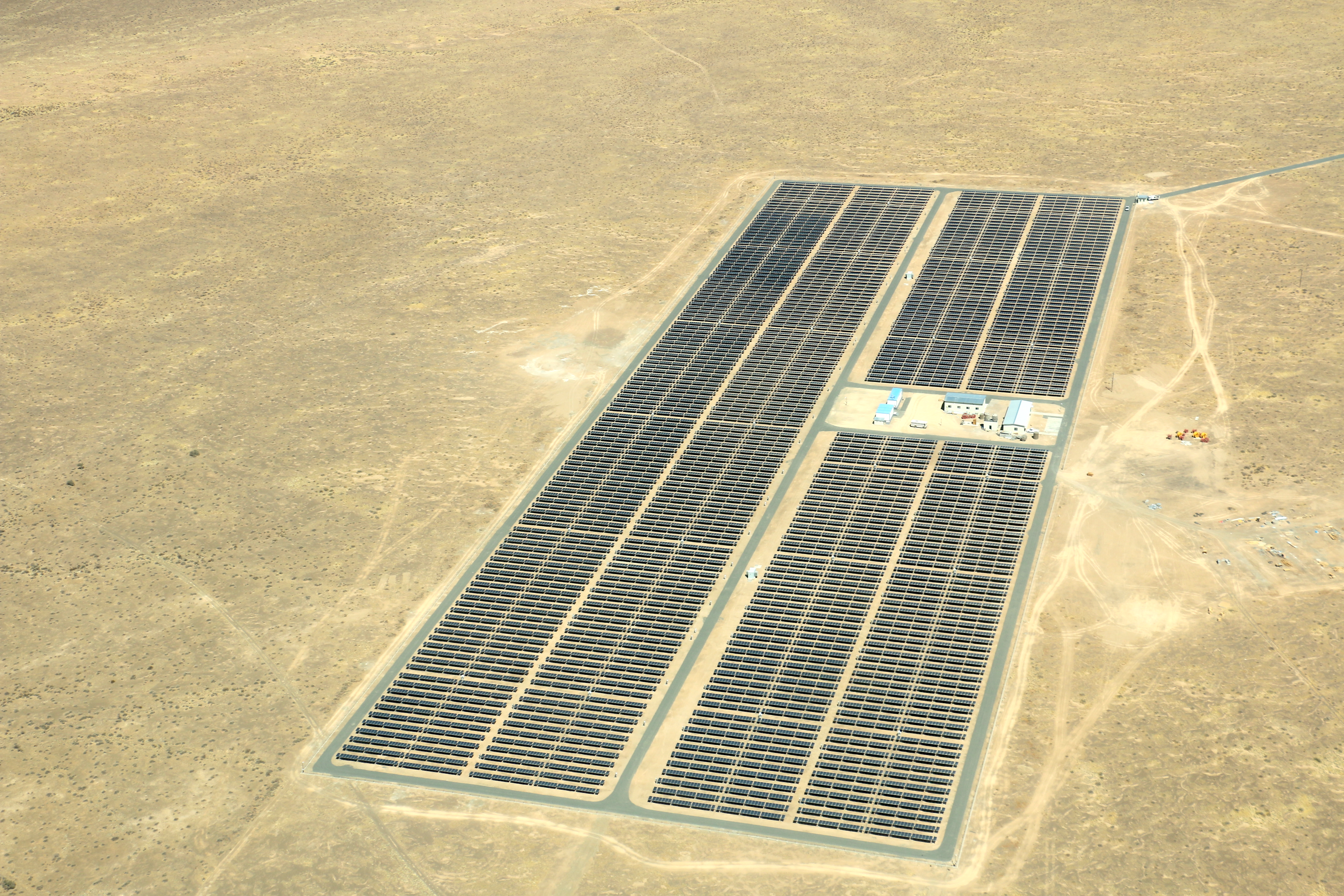
Planta de energía solar cerca de Keetmanshoop, Namibia

Se espera que la disminución de los costos de los equipos solares aumente significativamente las instalaciones solares en África con una proyección de la industria que prevé que el mercado fotovoltaico anual del continente se expandirá a 2,2 GW para 2018. Las futuras instalaciones para la recolección de energía solar en África tenderán a no encontrarse dentro de las zonas climáticas ecuatoriales y subecuatoriales, que se encuentran en la parte occidental de África Central, por lo general cerca del ecuador, pero que se extienden tan al norte y al sur como el 8º o 9º paralelo. en ambos hemisferios, ya que están vinculados sistemáticamente con una cubierta de nubes casi permanente y solo con luz solar intermitente. Por lo tanto, los países que se encuentran enteramente en esta zona húmeda-húmeda como la República del Congo, Guinea Ecuatorial, Gabón, Ruanda, Uganda, Burundi, Liberia y Sierra Leona son, con mucho, los menos favorecidos en energía solar de todo el continente y excepto para estas ocho naciones citadas, cada país africano experimenta más de 2,700 horas de sol brillante en al menos una parte de su territorio. Muchas naciones africanas siempre soleadas como Egipto, Libia, Argelia, Níger, Sudán, Sudáfrica y Namibia, por ejemplo, podrían confiar en el desarrollo de sus tremendos recursos solares a gran escala gracias a la inmensa superficie de su territorio ya precios reducidos. 
Sudáfrica es líder en energía solar en África con 1329 MW instalados en 2016. La energía solar en Sudáfrica está creciendo rápidamente. Varias plantas fotovoltaicas de 75 MW y 2 plantas CSP de 100 MW cada una fueron las más grandes del país y entre las más grandes de África. Sudáfrica ha anunciado un plan para instalar un minigrid en la isla Robben ; agregar almacenamiento de energía fotovoltaica y batería se predice al reducir el uso de diésel a la mitad.
Se planea una planta de energía fotovoltaica de 50 MW para Garissa en Kenia, una ciudad ubicada en el ecuador donde se dice que el sol brilla durante aproximadamente 3.144 horas cada año en promedio, y se espera que produzca aproximadamente 76.473 MWh / año.
Se planea una planta de energía fotovoltaica de 155 MW para Ghana y el gobierno planea aumentar la energía solar en el país de 22.5MW en 2017 a 300MW en 2020.
También se están implementando muchas instalaciones modulares de energía solar a pequeña escala en todo el continente a nivel de aldea y hogar. En 2015, África subsahariana fue la región líder en compras de productos solares fuera de la red.
| Año  | Fotovoltaica | CSP | CSP |
| Año  | MWp          | MWp |     |
| ---- | ------------ | --- | --- |
| 2010 | 40           | 20  |     |
| 2011 | 41           | 65  |     |
| 2012 |              | 65  |     |
| 2013 |              | 65  |     |
| 2014 | > 922        | 68  |     |
| 2015 | 1,420        | 218 |     |
| 2016 |              | 428 |     |

## Energía solar térmica

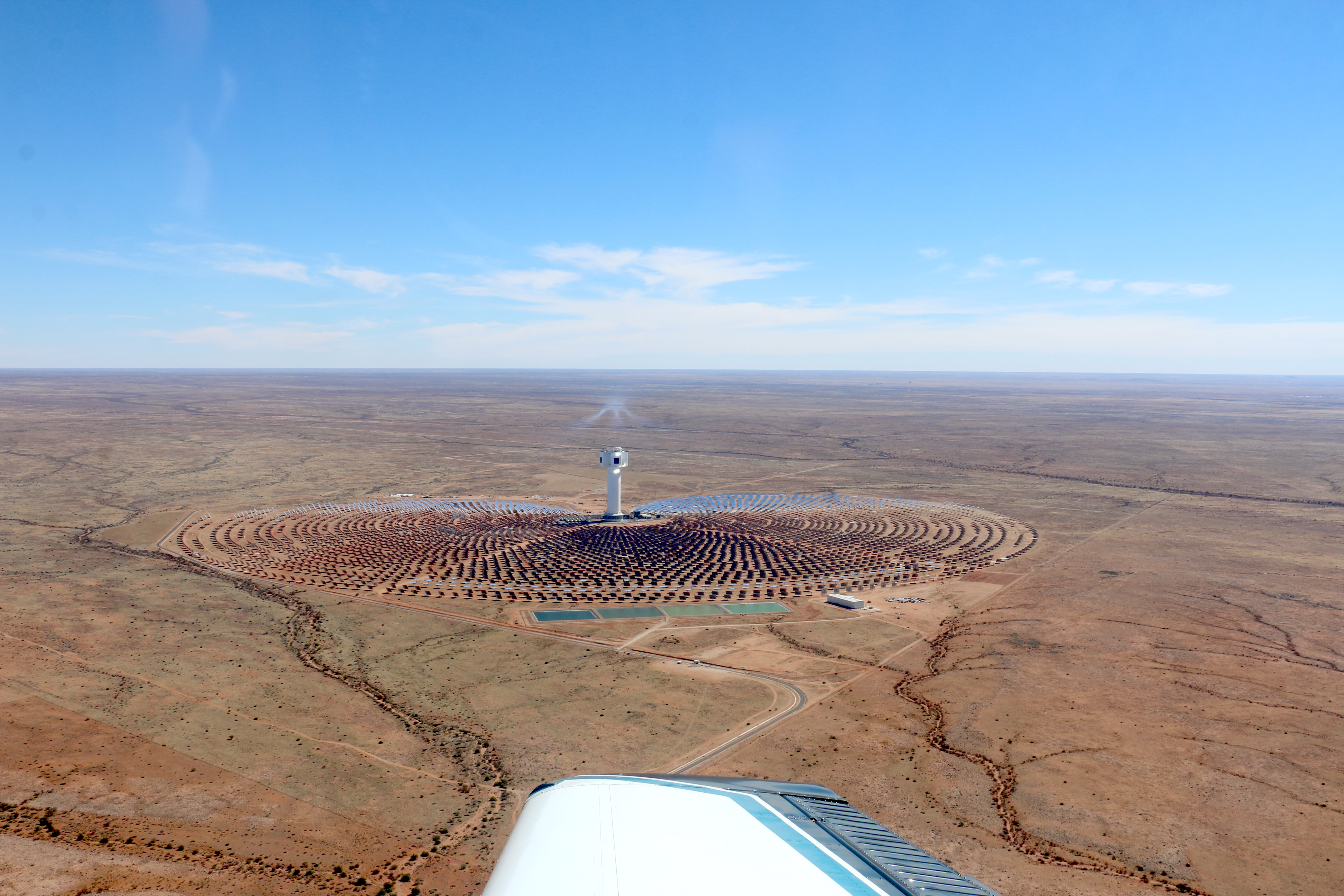
Vista aérea de Khi Solar One (octubre de 2016)
Enfocando la luz sobre la torre

El plan solar del Reino de Marruecos, que es uno de los proyectos de energía solar más grandes del mundo y se estima que costará alrededor de $ 9   Miles de millones, se introdujo en noviembre de 2009 con el objetivo de establecer 2,000 MW de energía solar para 2020. Se han seleccionado cinco sitios para el desarrollo de plantas de energía solar que combinan una serie de tecnologías que incluyen energía solar concentrada, canalización parabólica y fotovoltaica, y el complejo de energía solar de fase primera fase de 500 MW en Uarzazat es el primero en desarrollarse. En la primera parte del proyecto de 500MW, el Noor I de 160MW se puso en línea en 2016 y utiliza tecnología de energía solar de concentración parabólica . Marruecos, el único país africano que tiene un cable de alimentación a Europa, apunta a beneficiarse de las ventas de energía a Europa. Una de esas iniciativas fue Desertec .
Sudáfrica ha desarrollado varias plantas termosolares, tanto de cilindros parabólicos como de torres de energía. En 2017, fue el país líder en África, tanto para energía solar térmica como para energía solar fotovoltaica. 